# 石嘴山站
石嘴山站（工程名石嘴山南站）是包银高速铁路的一座车站，位于中华人民共和国寧夏回族自治區石嘴山市大武口区，于2024年10月1日随包银高铁惠银段开通。

## 建筑理念
石嘴山站的站房以“水映山峦湖边驿，百业欣兴意欲飞”为设计主题，起伏的外部轮廓如同一个“山”字，恰如贺兰山的宏伟壮丽。室内装修将贺兰山岩画和碧波荡漾的星海湖湖水意象结合起来，体现出当地文化特色。

## 歷史
- 石嘴山站工程名为石嘴山南站，建于2021年。为配合包银高速铁路通车，统筹区域内铁路客站名称与方位的一致性，2024年5月31日起，包兰线既有石嘴山站更名为石嘴山南站，包银高铁新建石嘴山南站定名为石嘴山站，2024年10月1日投入运营。